# O Milladoiro
O Milladoiro est une localité espagnole située dans la paroisse de O Biduedo, dans la commune d'Ames, dans la province de La Corogne, en Galice. En 2020, elle compte 13 348 habitants.

## Géographie
C'est le noyau le plus important de la municipalité d'Ames, abritant la moitié de ses habitants et situé à seulement trois kilomètres du centre de Saint-Jacques-de-Compostelle. Il limite avec[pas clair] les villages d'A Grela, Coira et Bentín. Il borde également la municipalité de Teo dans la partie inférieure de l'avenue Rosalía de Castro.

## Théories sur le nom de la ville
Il existe plusieurs théories sur le nom de la ville. Le récit le plus courant est que le nom rappelle que c'était la dernière ville avant d'atteindre Santiago le long du Camino de Santiago portugais. C'était l'endroit où les pèlerins s'humiliaient, s'agenouillaient, voyant la cathédrale pour la première fois, elle était humiliée. Et c'était aussi un site emblématique.
Une autre théorie met en garde contre la possibilité que o milladoiro soit une déformation de o miradoiro, qui dans la langue locale, le galicien, se traduit par le point de vue. En raison de son orographie, O Milladoiro possède une colline d'où l'on peut voir la cathédrale de Saint-Jacques-de-Compostelle et une grande partie de la ville. D'où la désignation possible de point de vue.
De plus, en Galice, un monticule constitué de petites pierres empilées au fil du temps par les pèlerins et les pèlerins se dirigeant vers un sanctuaire religieux est appelé "milladoiro".